# Tegenpaus Bonifatius VII
Bonifatius VII (Franco Ferrucci, ? – 20 juli 985), was een tegenpaus (974, 984–985).
Hij zou zijn voorganger, Benedictus VI (973–974), ter dood hebben laten brengen. Een volksopstand dwong hem in 974 naar Constantinopel te vluchten waarbij hij een grote hoeveelheid waardevolle goederen meenam.
In 984 keerde hij terug en zette de in zijn absentie gekozen Johannes XIV (983–984) gevangen in Castel Sant'Angelo waar deze vier maanden later stierf door vergiftiging of ondervoeding en mishandeling.
Na een korte periode als paus werd Bonifatius uiteindelijk in juli 985 vermoord. Zijn naakte lichaam werd vervolgens door de straten van Rome gesleept en zwaar toegetakeld door de bevolking.
Zijn opvolger was Johannes XV (december 985–996).
Cursief: tegenpaus